# Соборний майдан (Сіверськодонецьк)
Собо́рний майда́н — майдан Сіверськодонецька. Розташований на перетині проспектів Космонавтів і Гвардійського.
На майдані, за адресним номером 1, знаходиться збудований у 1994—2000 рр. Свято-Христо-Різдвяний кафедральний собор Сєвєродонецької єпархії УПЦ МП.